# Compagnie du Mont-Blanc
Pour les articles homonymes, voir CMB.
La Compagnie du Mont-Blanc (CMB), fondée en 1950, est la société qui exploite les domaines skiables et remontées mécaniques de la vallée de Chamonix, ainsi que des restaurants. 

## Activités
La CMB détient
- à 100 % sa filiale Compagnie du Mont-Blanc Restauration
- à 72 % la Société des remontées mécaniques les Houches - Saint-Gervais (LHSG).

Les remontées sont installées sur les secteurs suivants :
- Aiguille du Midi
- Chemin de fer du Montenvers
- Tramway du Mont-Blanc
- Le Tour - Col de Balme
- Les Grands Montets
- Le Brévent - La Flégère
- Les Houches via la filiale LHSG
- Rochebrune
- Mont d'Arbois - La Princesse

## Historique

### Années 1920 à 1960: l'indépendance
Historiquement, les remontées mécaniques de la vallée de Chamonix étaient gérées par des entreprises différentes. Celles-ci ont progressivement fusionné à partir du milieu des années 1960, jusqu'à former la Compagnie du Mont-Blanc.
En 1950 est créée la société actuelle.

### Années 1960: le temps de la démesure
Dans les années 1960 existaient divers projets de téléphériques sur les plus hauts sommets du massif du Mont-Blanc. Entre autres :
- le groupe du baron Élie de Rothschild étudiait une liaison entre les Houches et l'aiguille du Goûter ;
- la compagnie des téléphériques de la Vallée Blanche (CTVB), du comte Dino Lora-Totino Di Cervinia, qui exploitait déjà le téléphérique de l'aiguille du Midi et la télécabine de la vallée Blanche, envisageait une liaison entre l'aiguille du Midi et le Mont Blanc du Tacul.

La compagnie du tramway du Mont-Blanc (TMB) avait tout à craindre de ces projets (même si in fine aucun ne fut réalisé), et décida donc de s'allier à la CTVB, plutôt que de l'affronter. Cette première fusion eut lieu le 20 octobre 1964.
Parallèlement, le groupe Rothschild prit le contrôle de plusieurs hôtels dans la vallée de Chamonix, ainsi que du téléphérique du Brévent. Ce groupe possédait également l'ancienne compagnie des Chemins de fer de Paris à Lyon et à la Méditerranée (PLM), et la Compagnie des wagons-lits (CIWL), reconverties dans l'hôtellerie.

### Années 1970 à 1990: la Société
La CTVB possédait donc deux remontées mécaniques : le téléphérique de l'Aiguille du Midi, très bénéficiaire, et le TMB, perpétuellement en déficit. L'entreprise décida donc de se rapprocher du groupe Rothschild.
Cela aboutit le 28 août 1972 à la création de la Société touristique du Mont-Blanc (STMB). Celle-ci contrôlait ainsi dans la vallée de Chamonix :
- deux hôtels ;
- six restaurants ;
- six téléphériques et télécabines ;
- le tramway du Mont-Blanc.

En 1987, le téléphérique les Houches-Bellevue quitta la STMB.
En 1990, le groupe Accor prit le contrôle de deux entreprises du groupe Rothschild, le PLM et la CIWL, qui étaient actionnaires de la STMB. Accor détenait ainsi 56 % de son capital.
Mais en 1992, plusieurs investisseurs entrèrent dans le capital de la STMB : des banques, le groupe Jérôme Seydoux, et des collectivités locales, notamment la commune de Chamonix-Mont-Blanc. La part du groupe Accor descendit ainsi à 15,9 %.

### Années 2000: la Compagnie

Premier logo de la Compagnie du Mont-Blanc.

La Compagnie du Mont-Blanc résulte de la fusion, le 1er juin 2000, de la STMB et des autres exploitants des remontées mécaniques et restaurants de la vallée de Chamonix :
- Sociétés d'exploitation :
  - STMB : aiguille du Midi, TMB, Brévent ;
  - SETA (détenue à 99 % par la STMB) : Le Tour - Col de Balme ;
  - SATAL (Société d'Aménagement du Téléphérique Argentière-Lognan) : domaine des Grands-Montets ;
  - Compagnie du Montenvers-Mer de Glace ;
  - SESTSC : domaine de la Flégère.
- Sociétés de restauration :
  - SOGERTAM (filiale de la STMB) ;
  - SEHRT (filiale de la SATAL) ;
  - SHM (filiale de la Compagnie du Montenvers).

Dans un premier temps (2000-2001), une holding « Compagnie du Mont-Blanc » a été créée, de façon à regrouper l'ensemble des sociétés sus-citées.
Dans un deuxième temps (2001-2002), la holding a été renommée en « Mont-Blanc et compagnie » ; les cinq sociétés d'exploitation ont fusionné au sein de la Compagnie du Montenvers (cotée en bourse), dont le nom a été changé en « Compagnie du Mont-Blanc », les trois sociétés de restauration demeurant des filiales de cette compagnie.
Dans un troisième temps (2002-2003), les sociétés de restauration ont fusionné au sein de « Compagnie du Mont-Blanc Restauration » (CMBR), détenue à 100 % par la Compagnie du Mont-Blanc.
Enfin (2003-2004), la holding financière « Mont-Blanc et compagnie » a été absorbée par la société « Compagnie du Mont-Blanc ».
La création de la compagnie a permis une collaboration inédite entre les exploitants, par exemple le transfert dès 2001 d'une locomotive diesel du chemin de fer du Montenvers au TMB.
En 2011, la compagnie a repris le domaine des Houches au sein de sa filiale LHSG (Les Houches-Saint-Gervais) à hauteur de 72 %.